# 小洞岙唐代青瓷窑址
30°00′54″N 121°30′33″E / 30.014945°N 121.509079°E
小洞岙唐代青瓷窑址，位于中华人民共和国浙江省宁波市镇海区九龙湖镇汶溪村小洞岙自然村北部的山坡上，是唐朝时青瓷与瓷器的重要产地之一。1981年7月，小洞岙唐代青瓷窑址成为镇海县文物保护单位，现为镇海区文物保护单位。

## 历史
1979年，九龙湖镇当地社员因建房而在九龙湖镇汶溪村小洞岙自然村北部的山坡上山坡取土时，发现了大量破碎青瓷和烧坏的陶器。1980年5月，经宁波市文物部门勘探鉴定，属于唐代青瓷窑址重要产地之一。1981年7月，以小洞岙唐代青瓷窑址的名字成为镇海县文物保护单位，现为镇海区文物保护单位。小洞岙唐代青瓷窑址是浙江省发现的第一座唐代青瓷窑址。

## 构成
小洞岙唐代青瓷窑址位于宁波市镇海区九龙湖镇汶溪村小洞岙自然村北部距离地面12米的山坡上，占地面积约6000平方米，窑址东西长约78到85米，南北长约68到75米，可见1.7至2.2米的瓷片堆积层。窑址主要分为三层，分别以翻沿碗、矮圈足碗、中假圈足碗为主。

## 文物
自小洞岙唐代青瓷窑址出土的文物多为唐代中晚期碗、盘、碟、罐、水注、托盏、盅、罌、匣钵、唾盂物品，其中匣钵烧制工艺不完善，小洞岙唐代青瓷窑址使用褐色斑块在器物口沿上施以褐色彩装饰来弥补器物因烧制时与垫圈接触导致有时口沿无釉问题的方法，是小洞岙唐代青瓷窑址独有的。在总体风格上，小洞岙唐代青瓷窑址所产瓷器与金华地区唐婺州窑有类似处。

## 保护
1981年，随小洞岙唐代青瓷窑址成为镇海县文物保护单位划定公布了保护范围和建设控制地带，但由于20世纪70年代遗址尚未发现时，曾有村民于其上建造村庄住宅，导致至2009年依然有有居住户二十多户居住在窑址所属的山坡上，由于文物保护的需要以及村民生活的需要，镇海区政府在2009年与2015年两次划拨土地10余亩给当地村民作文物保护建房用地。